# Церковь Святого Антония (Макао)

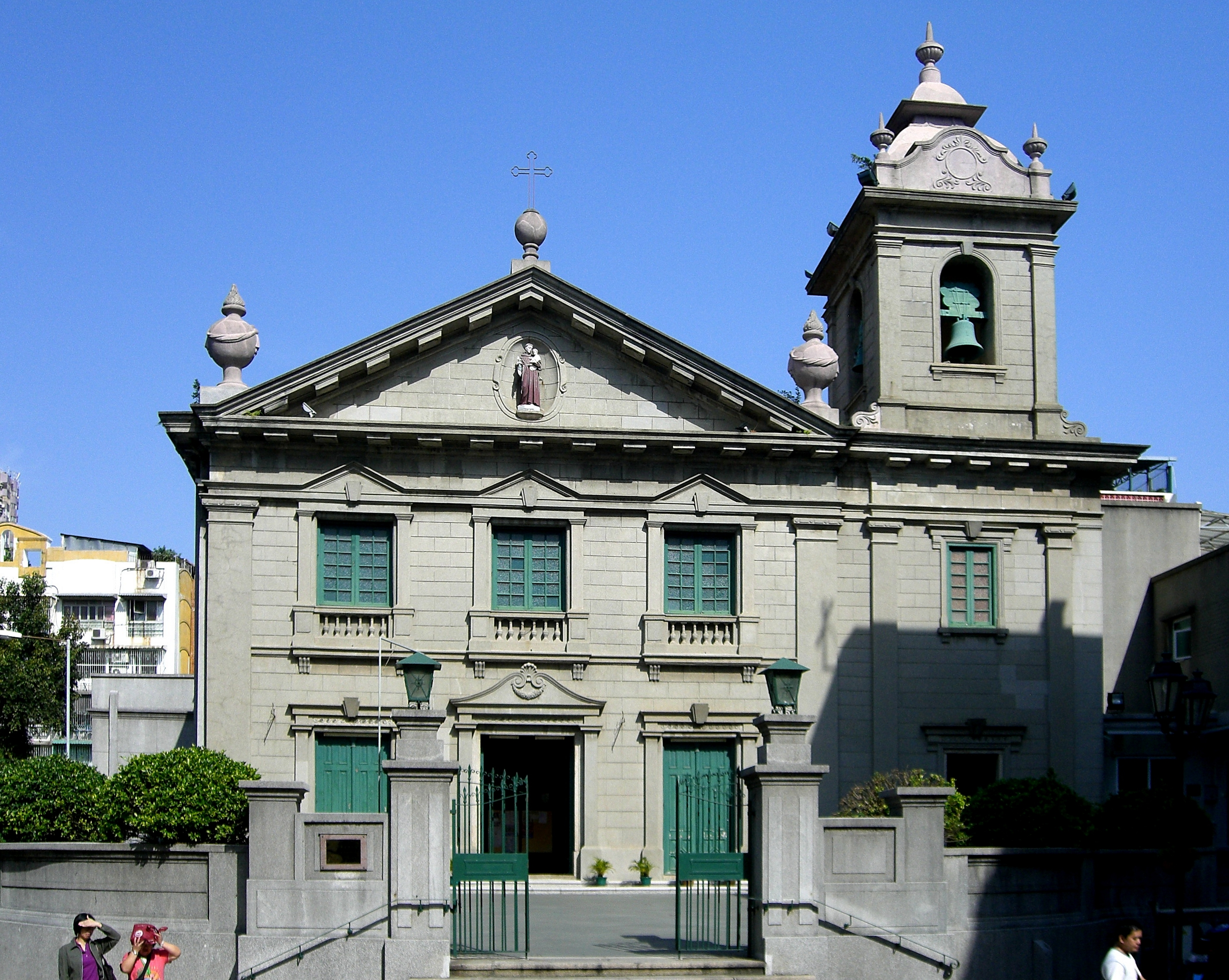

Церковь Святого Антония (порт. Igreja de Santo António, кит. 聖安多尼堂) — католический храм в Макао.
Иезуиты прибыли в Макао в 1558 году, сразу начав постройку культовых сооружений. Церковь Святого Антония впервые упоминается в 1565 году, что делает её одним из самых старых религиозных сооружений Макао. Кроме того, месторасположение церкви считается старейшим расположением иезуитов в Макао.
В 1638 году храм был перестроен в камне, здание достигло нынешнего размера и приобрело вид, схожий с современным. Церковь претерпела капитальный ремонт в 1810 и 1875 годах после пожаров в 1809 и 1874 годах. Кроме пожаров храм терпел ущерб и от тайфунов.
Сегодня церковь представляет собой двухэтажное здание с небольшой колокольней в стиле классицизма. Окна покрашены в зелёный цвет. Неф известен статуей Святого Антония с младенцем Иисусом на рука].
Храм расположен в историческом центре Макао, входящим в список наследия ЮНЕСКО.
Также храм является главным в одноимённом приходе епархии Макао. В настоящее время храм действует, среди местного христианского населения он популярен как место венчания. Нехристиане Макао называют храм церковью цветов.